# Lepteucosma huebneriana
Lepteucosma huebneriana is een vlinder uit de familie bladrollers (Tortricidae). De wetenschappelijke naam is voor het eerst geldig gepubliceerd in 1980 door Kocak.
De soort komt voor in Europa.